# 종생기
<종생기>는 1937년에 이상 사후 유고로 발표된 소설이다. 1937년 잡지 《조광》 5월호에 발표된 이 작품은 이상이 사망한 1937년 4월 17일과 비슷한 시기에 발표되었다. 이상이라는 작가 필명과 같은 주인공이 등장하는 고백체 소설이자 자전적 소설로, 이상의 죽음의 인식 및 죽음의 예감이 서술의 심층을 이루고 있다.

## 배경과 창작
이 소설은 1936년 11월 20일에 작성되었다. 이 소설은 이상이 도쿄로 건너간 지 얼마 안 되어 집필한 것이며, 또한 그가 자신의 생애를 조감함과 아울러 죽음을 의식하면서 쓴 것이라고 할 수 있다. 〈종생기〉의 작자 이상은 자신을 스스로 천재라고 부를 만큼 일제강점기 시대의 뛰어난 지식인이었다. 그럼에도 시대와 화합하지 못하는 당대 젊은 지식인의 암울한 모습을 보여주고 있다.

## 줄거리
'나'는 25년 11개월의 생애를 마감하는 걸 상정하고, 근사한 한마디 '종생기'를 궁리해 본다. '죽는 한이 있더라도 이 산호 채찍일랑 꽉 쥐고 죽으리라'－이쯤이면 천하의 눈 높은 선비들의 간담을 서늘하게 할 만하지 않을까.
한 발의 포성에 일약 영웅이 된 희대의 장군 누구는 임종 자리에서 이렇다 할 한마디 유언을 남기지 않고 무사히 죽었단다. 노옹 톨스토이는 만년에 괴나리봇짐을 지고 집을 나선 것까지는 좋았으나 마지막 5분에 유언 나부랭이를 남김으로써 70년 공든 탑을 허물고 말았다.
'나'는 여사한 성인의 생애를 일개 옵서버 자격으로나마 접했으니 그런 따위의 실수는 하지 않아야겠다. 지금, 가을 바람이 자못 소슬한 '내' 구중중한 방에 홀로 누워 종생을 맞고 있다. 하지만 나는 날이 날마다 운명했던 게 아니냐. 이놈의 잠, 내 통절한 생애가 개시하는 참에 청춘이 깡그리 탕진됨을 나는 똑똑히 깨닫는다.
나는 이 얼마 동안 빈곤한 식사를 했다. 나이 같지 않게 노쇠해진 몸이라 12시간 이내에 생애가 끝장날 것 같다. 이미 열세 벌의 유서를 거의 완성해가고 있었다.
'나'는 가을, 소녀는 해동기－이런 둘이 만나 즐거운 소꿉장난하는 걸 그려본다. 더 아름다운 문장이 뭐가 없을까?
그런 참에, 만 19세 2월을 맞은 정희에게서 편지가 속달로 날아들었다.
오, 그 열렬하고, 전폭적이며 헌신적인 사연이란! 그녀는 R와 헤어지고 S와도 절연한 지 다섯 달이나 되었다 한다. '저의 잔털 나스르르한 목 연한 온도가 선생님을 기다리고 있으니' 빨리 선생님의 '전용'으로 삼으라는 거다. 3월 3일 오후 두시에 동소문 정류장에 나오지 않으면 징벌을 받으리라는 말로 끝을 맺었다.
'나'는 이것이 죄다 거짓부렁임을 잘 안다. 혀를 내어 두를 글이나 깜박 속기로 한다.
이발을 하고 멋스럽게 두루마기를 차려입으니 가히 청초한 백면서생답다. 구겨박질러진 모자나마 15분간 세탁해주는 데를 들러서 멀쩡한 것으로 고쳐 머리에 썼다.
점잖게 30분쯤 지각하여 나갔더니 그녀는 또 그녀답게 30분이나 일찍 나와 기다리고 있었다. 그 꼬락서니가 '제정 러시아 때의 우표 딱지처럼 적잖이 슬프다. ' 눈물쯤 글썽이는 게 마땅한 줄은 알지만 범연하게 다가섰다. 우리는 한 쌍의 제비처럼 앙증맞게 거리를 산보하기 시작했다.
쇠약한 심장이어서 현기증이 일었다. '나'의 묘비명 글귀를 지어본다. 풍경을 묘사한다면 이태백쯤은 되어야 할거라고 상념 한다. 정희에게 결연히 작별을 고하고 돌아섰지만 이내 마음이 바뀌어 하릴없이 어깨를 나란히 해 걷는다.
정희의 가족은 그녀가 열네 살 때 매음을 시켰다. 그녀가 열 아홉 살인 지금은 자진하여 나선 것이다. '나'는 단장을 흔들며 걷다가 그녀의 어깨에 손을 얹었다. 잠시 해괴하다는 표정을 지었으나 그녀는 곧 에티켓을 배워 짐작할 수 있노라고 속삭인다.
둘은 흥천사 경내를 들어섰다. '내'가 갑자기 경내 풍경이 싫어 엄살을 떨었더니 그녀가, 그 따위 수작에는 식상한 만큼 그만두라고 타박한다.
또 '나'는 종생과 미문을 생각하다가 정희의 이력을 되새겨본다. 그녀의 가족이 매춘을 시켰을 땐 사실 그녀는 닳고닳아 있었다. 재앙을 막아주려니 했던 값진 댕기도 소용이 없었던 것이다.
둘이서 술집으로 가 한껏 취했다. '나'는 속이 메스꺼워 그녀 스커트에다 토했다.
'내'가 죽겠노라고 난간을 잡고 소란을 피우는 통에 말리러 나온 그녀 옷에서 편지가 하나 툭 떨어졌다. 절연한 지 다섯 달이나 된다던 S에게서 온 속달편지였다. 바로 오늘, 오후 8시에 만나자는 간곡한 내용이 적혀 있었다.
'나'는 그 자리에서 혼절하였다. 눈을 떴을 때는 정희의 모습은 어느새 사라진 후다.
어느 빌딩 걸상에서나, 별장 방석 위에서나, 아니면 솔숲 잔디에서 외투를 펴놓고 드레스의 끈을 풀고 있을 게다. 그녀가 '나'의 묘비를 찾기라도 한다면 시신은 홍당무처럼 화끈 달리라.

## 주제와 분석
<종생기>는 <날개>, <동해>, <지주회시>와 같은 계열의 신심리주의 기법을 사용한 것으로, 화자의 잠재의식이 도처에 불쑥불쑥 표출된다. 그리하여 이 작품에서는 과거를 갖고 있으면서도 다른 남자와 관계를 맺는 정희를 사랑하는 주인공 '나'의 모습을 자학적으로 묘사함으로써 작가 자신의 어두운 개인사적 면모를 처절하게 드러내고 있다.
이 소설에서 눈여겨볼 점은, 화자인 '나'가 바로 작가 자신임을 굳이 숨기려 하지 않고 이야기를 전개하고 있다는 점이다. 특히, 이 소설의 마지막 부분에서 서술자가 자기 안생과 죽음에 대해 보이는 태도는 자기 인생에 대한 자학과 그것을 객관적으로 바라보는 냉소의 극치를 보여준다. 끊임없이 자신의 부정을 감추는 정희의 부정한 행실이 '나'에게 탄로나게 되자 '나'는 자가당착에 빠져버린 것이다. <종생기>는 이상 스스로가 거부하려 했던 윤리관에 얽매여 충격받고 괴로워하는 또 다른 자신의 모습이 주인공 '나'를 통해 철저히 해부되었기에 더한 내면의 어둠과 감동을 자아내는 작품이다. 그리고 정희의 부정과 배신은 이 작품에서 이야기 전개의 결정적 요인으로 작용하고 있다.

## 등장하는 작품들
<종생기>는 이상의 작품들 중에서도 다른 예술, 문학 작품들이 본문에서 높은 빈도로 등장하는 편이다. 이상은 예술 작품을 작품 속에 등장시킬 때 굉장히 치밀한 설계와 해체를 통해서 활용하는 편이다. 소설의 문단이나 소설 내용 전체를 함축시키기도 한다. 다양하고 넓은 스펙트럼의 예술 작품과 예술 사조 등이 하나의 작품 안에서 등장하는데, 단순한 언급을 넘어서 적극적인 활용으로 미루어보면, 이상의 작품 세계의 문화적 기반이 굉장히 넓다고 볼 수 있다.
<종생기>에서 등장하는 작품들은 다음과 같다.
최국보 <소년행>
윌리엄 셰익스피어 <햄릿>
라파엘 전파
장바티스트 카미유 코로
이양연 <백로(白鷺)>
기 드 모파상 <비계 덩어리>
표도르 도스토옙스키 <카라마조프의 형제>
박노갑 <사십 년>